# Rolex
Rolex je švýcarská firma zabývající se výrobou luxusních náramkových hodinek.
Rolex vyrábí výhradně mechanické hodinky. Nespecializuje se na výrobu hodinek s komplikacemi, tj. ukazatele měsíční fáze, věčné kalendáře apod., i to je jeden z důvodů, proč není řazen do „svaté trojice“ (Patek Philippe, Vacheron Constantin a Audemars Piguet).

## Historie
V roce 1881 se v německém městě Kulmbach narodil zakladatel firmy Hans Wilsdorf. V roce 1905 založil se svým švagrem firmu Wilsdorf & Davis se sídlem v Londýně se zaměřením na dovoz švýcarských hodinek. V roce 1908 byl zaregistrován název Rolex pravděpodobně z francouzských slov horologerie exquise. V roce 1912 se odstěhovala z Londýna do Ženevy, kde firma sídlí dodnes.

## Výrobky

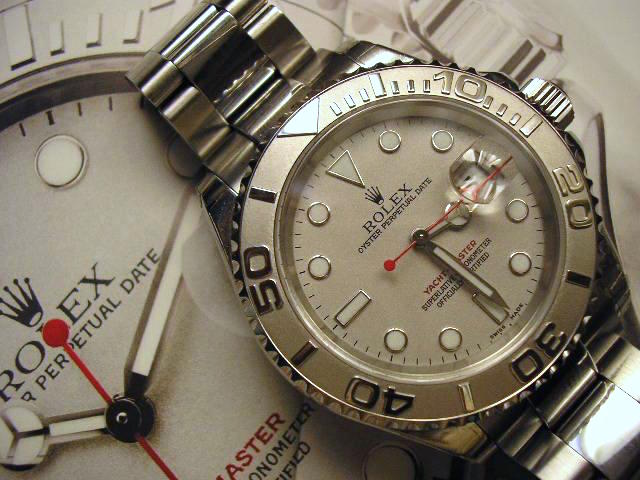
Hodinky Rolex

Značka zaznamenala mnoho prvenství v oblasti hodinek, její hodinky byly jako první v hloubce 11 000 m v Marianském příkopu nebo na Mount Everestu. Jako první dostala osvědčení kvality a představila první vodotěsné hodinky, první hodinky se samonátahem a třeba také první hodinky se dvěma časovými pásmy.

### Přelomové roky a modely hodinek
- 1953: Rolex Oyster Professional Submariner – první vodotěsné hodinky až do hloubky 100 m.
- 1955: Rolex Oyster Perpetual GMT Master – první hodinky s více časovými pásmy.
- 1956: Rolex Oyster Perpetual Day-Date – ikonické luxusní hodinky ve zlatém nebo platinovém provedení.
- 1963: Rolex Oyster Cosmograph Daytona – hodinky s chronografem a tachymetrickou stupnicí pro měření průměrné rychlosti.[3]